# Gente in Aspromonte
Gente in Aspromonte è una raccolta di tredici racconti di Corrado Alvaro, considerata tra le più alte espressioni della letteratura meridionalistica e tra le più significative del nuovo realismo del Novecento.
Pubblicato per la prima volta a Firenze da Le Monnier nel 1930, è un'opera che racconta la durezza della vita dei pastori in Aspromonte, nei primi anni del Novecento:
(Corrado Alvaro - Gente in Aspromonte (incipit))
È il primo lungo racconto a dare il nome all'intera opera. Gli altri dodici racconti minori sono: La pigiatrice d'uva, Il rubino, La zingara, Coronata, Teresita, Romantica, La signora Flavia, Innocenza, Vocesana e Primante, Temporale d'autunno, Cata dorme, Ventiquattr'ore.

## I tredici racconti

### Gente in Aspromonte
Il primo racconto è ambientato in Calabria in una delle zone più depresse del meridione dove i pastori sottostanno alle condizioni che la natura e i padroni impongono loro.
È la storia degli Argirò, una poverissima famiglia che vive senza alcuna speranza di poter cambiare la propria dura condizione. Uno dei figli, Benedetto, studia in seminario ed è l'unico vanto della famiglia che vede in lui il mezzo per riscattarsi socialmente agli occhi dei potenti locali, primi tra tutti i fratelli Mezzatesta, ricchi e famosi proprietari terrieri.
Contemporaneamente, l'altro figlio Antonello inizia a farsi consapevole della propria condizione: 
(Corrado Alvaro - Gente in Aspromonte))

Gli Argirò tentano di intraprendere varie iniziative, che si rivelano tutte senza esito. Da ultimo acquistano una mula per trasportare merci, ma i figli illegittimi di Filippo Mezzatesta incendiano la stalla e la mula muore. Antonello, che lavorava come manovale lontano dal paese per mantenere il fratello presso il seminario, ritorna a casa in pessime condizioni economiche e di salute e, dopo qualche tempo, appicca il fuoco a un bosco di Filippo Mezzatesta e comincia a distribuire ai pastori la carne delle bestie morte nell'incendio. Da quel momento inizia per lui una vita da fuorilegge, fatta di continue razzie nelle proprietà dei potenti per vendicare i soprusi subiti dai più deboli. Finirà poi arrestato: 
(Corrado Alvaro - Gente in Aspromonte))

### La pigiatrice d'uva
Una pigiatrice d'uva ed un uomo lavorano insieme in una vigna. L'uomo è attratto dalla donna, che rifiuta le sue attenzioni in modo sdegnoso. Successivamente arriva alla vigna il figlio del padrone, al quale la donna offre del mosto; contento di aver bevuto, l'uomo salta in sella al suo cavallo, e va via. La donna è attratta dall'uomo e lo desidera. Lo rivela apertamente generando la gelosia dell'uomo che l'è accanto. La tragedia è nell'aria e Alvaro è abile a descriverne i segnali premonitori.

### Il rubino
Un emigrante, di ritorno dall'America, trova un rubino senza capire effettivamente il suo enorme valore. Tornato in patria, decide di aprire una bottega, avviando così con fatica un'attività commerciale. Un giorno regalerà al proprio figlio (per giocare con gli amici) quella che lui credeva una semplice pallina di cristallo, e che in realtà era un rubino dall'ingente valore.

### La zingara
È la storia di Crisolia, una ragazza che sogna di andar via dal suo paese e che si lega a uno zingaro, condividendo con lui un'esistenza raminga.

### Coronata
Coronata è una ragazza che, per via di un presentimento, si rifiuta di recarsi in pellegrinaggio al santuario per ringraziare la Madonna della guarigione da una malattia. Costretta dai genitori ad andare, durante il pellegrinaggio è rapita dal suo amato. Ritrovata, rifiuta di tornare a casa rompendo definitivamente i legami con i genitori.

### Teresita
A Teresita, il padre, sin da piccola, ha imposto di andare tutte le mattine a bussare alla sua porta, aspettare che si svegli e, una volta ricevuta, dirgli quanto bene gli vuole. Quest'impegno deve continuare anche dopo il matrimonio e Teresita continua a recarsi tutte le mattine presso la casa paterna per eseguire il suo rituale. I mesi passano e Teresita attende ora un figlio.  Durante una notte fredda e piovosa la giovane ragazza partorisce. Ma alla visita paterna Teresita non rinuncia, neanche la mattina seguente, dopo aver partorito. Anche quel giorno il padre la fa attendere a lungo. La donna, spossata per la fatica, il freddo e la pioggia, muore.

### Romantica
È la storia di un uomo del Nord che dopo aver seguito Garibaldi, rinuncia a ritornare nel suo paese natale e si stabilisce in un paese del Meridione.
Ciò soprattutto per una delusione amorosa. Si rifà una vita, legandosi ad una donna del luogo, da cui ha una figlia. Vive quasi tutta la sua vita come in trance e solo verso la fine capisce di aver trattato come una schiava la sua nuova donna e, forse, di non avere mai amato la donna del Nord, di cui non ricorda neanche più le fattezze.

### La signora Flavia
Due protagonisti: la padrona e il servo. Ambientato in città Lei, la signora Flavia è ricca; attraversa le strade tirandosela.. Ha una certa eleganza nel vestire e nel camminare. Lui, Serafino il servo, è giovane ma scalzo e mal vestito. La sua padrona, se la sogna di notte e di giorno. Spera di avvicinarla e che lei gli parli, ma ciò non accade mai.
Lui stesso, con i suoi vestiti mal ridotti si vergogna ad avvicinarsi.
Un giorno l'accompagna, mentre lei monta la cavalla. Procedono insieme, poi, attraversando un fiume, lei cade in acqua e sviene. Lui la riporta a riva. La distende per terra. Le scioglie il primo bottone. Sente e vede il suo seno molle. Ed avverte i sospiri della donna che gonfia il petto con il suo respiro.

### Innocenza
Un uomo mentre attraversa a piedi le montagne per ritornare a casa è sorpreso dalla notte; entra in una casa dove la porta è aperta. Dentro c'è una donna che lo accoglie con gentilezza. L'uomo muore dalla stanchezza e non ha tempo e voglia di farsi delle domande. Chiede solo il permesso di poter dormire per terra. La donna glielo concede. Si addormenta subito e nel sonno sente forti rumori alla porta. C'è gente che vuole entrare, ma la donna li convince ad andare via. Al mattino si ritrova sul letto, senza sapere come. La donna, prima di partire, gli prepara qualcosa per il viaggio. Mentre lo fa, l'uomo scopre sotto i capelli la cicatrice di un taglio che contraddistingue le donne di malaffare. Per niente turbato si avvicina e le dà un bacio sulla ferita.
Poi va via.

### Vocesana e Primante
Una storia di odio che finisce in tragedia tra due uomini che ambiscono a essere il Cristo e portare la croce nella processione del Venerdì Santo.

### Temporale d'autunno
Un uomo, sorpreso da un temporale autunnale si rifugia in una grotta. Dopo un po' scopre che nell'interno c'è una donna, al riparo anch'essa dalla pioggia. I due cominciano a parlare; scoprono di essere dello stesso paese e di far parte di due famiglie nemiche. Lentamente nasce una simpatia e al mattino i due decidono di scappare insieme sulla mula dell'uomo.

### Cata dorme
Due studenti decidono di abbandonare gli studi e di rientrare al paese. Una volta arrivati non hanno però il coraggio di tornare a casa perché hanno paura delle reazioni dei genitori. Decidono quindi di passare la notte da Cata, una donna che ha sempre soddisfatto le voglie degli uomini del paese e che tutti, giovani e adulti, hanno sempre desiderato. Entrano e vedono la donna distesa sul letto. Credono che dorma, ma più tardi si accorgono ch'è stata uccisa. Escono precipitosamente e rientrano nella città dei loro studi.

### Ventiquattr'ore
Tre emigranti vagano in una terra straniera. Si uniscono poi ad un prete, dopo aver tentato di derubarlo. Con lui si dirigono verso un locale dove si ritrovano i compaesani. Qui, tra gli altri, c'è una donna
che riesce a prevedere chi è predestinato a morire entro breve termine. Lo indica, all'improvviso, alzando una mano e rivolgendola verso il "malcapitato". Questa volta la dirige verso il gruppo dei quattro senza che si riesca a capire chi di essi è il prescelto. Pertanto segue per tutti e quattro una notte di paura nell'attesa dell'evento.

## Edizioni
- Corrado Alvaro, Gente in Aspromonte, 9.a ed., collana Gli elefanti - Narrativa, Garzanti Libri, 2000,  pp. IX-180, ISBN 978-88-11-66975-3.